# تنیس سندگرن
تنیس سندگرن (انگلیسی: Tennys Sandgren؛ زادهٔ ۲۲ ژوئیهٔ ۱۹۹۱) تنیس‌باز اهل ایالات متحده آمریکا است.